# Gare de Kabe (Tokyo)
La gare de Kabe (河辺駅, Kabe-eki) est une gare ferroviaire de la ville d'Ōme, à Tokyo au Japon. Elle est exploitée par la compagnie JR East.

## Situation ferroviaire
La gare est située au point kilométrique (PK) 15,9 de la ligne Ōme.

## Historique
La gare est inaugurée le 20 février 1927.

## Service des voyageurs

### Accueil
La gare dispose d'un bâtiment voyageurs, avec guichets, ouvert tous les jours.

### Dispositions des quais
- Ligne Ōme :
  - voies 1 et 3 : direction Haijima, Tachikawa et Tokyo
  - voie 2 : direction Okutama